# Magdalene (album)
Magdalene (được viết cách điệu bằng chữ in hoa) là album phòng thu thứ hai của nữ ca sĩ kiêm sáng tác nhạc người Anh FKA Twigs. Album được Young Turks phát hành vào ngày 8 tháng 11 năm 2019. Đây là dự án đầu tiên của nữ ca sĩ kể từ sau EP M3LL155X (2015), và cũng là bản thu âm dài đầu tiên của cô kể từ sau album LP1 (2014). FKA Twigs tự sản xuất cho album với sự cộng tác của nhiều người đồng sản xuất khác như Nicolas Jaar, Koreless, Daniel Lopatin, Skrillex, Benny Blanco, Michael Uzowuru và Noah Goldstein. Goldstein cũng giữ vai trò điều hành sản xuất cho Magdalene cùng Twigs.
Các đĩa đơn "Cellophane", "Holy Terrain" hợp tác với rapper người Mỹ Future, "Home with You" và "Sad Day" lần lượt được phát hành vào các ngày 24 tháng 4, 9 tháng 9, 7 tháng 10 và 4 tháng 11 năm 2019. Album được hỗ trợ quảng bá nhờ chuyến lưu diễn Magdalene Tour. Chuyến lưu diễn khởi động vào ngày 2 tháng 11 năm 2019 tại Bắc Mỹ và đặt chân đến châu Âu vào ngày 25 tháng 11 năm 2019.

## Bối cảnh
Vào ngày 9 tháng 9 năm 2019, FKA Twigs thông báo rằng album phòng thu thứ hai Magdalene sẽ được phát hành vào ngày 25 tháng 10 năm 2019. Cũng trong cùng ngày, Twigs công bố danh sách bài hát và mở đặt trước cho album. Ảnh bìa của Magdalene được thiết kế bởi nghệ sĩ người Anh Matthew Stone.

Trong thông cáo báo chí về việc phát hành album, Barnett cho biết: 
Tôi chưa bao giờ nghĩ rằng sự đau đớn lại có thể bao trùm toàn bộ mọi thứ xung quanh đến như vậy. Tôi chưa từng nghĩ rằng cơ thể của tôi có thể dừng hoạt động đến mức mà tôi không thể bộc lộ bản thân bằng những hành động mà tôi vẫn luôn yêu thích và giúp tôi cảm thấy được an ủi. Tôi [vẫn] luôn rèn luyện để trở thành con người tốt nhất, nhưng lần này, tôi không thể làm được điều đó, tôi không còn lựa chọn nào khác ngoài việc phá bỏ tất cả mọi thứ. Nhưng quá trình thực hiện album này đã cho phép tôi, lần đầu tiên trong đời, và bằng một cách chân thực nhất, tìm được lòng trắc ẩn khi tôi đang có những hành xử xấu xí nhất, đang cảm thấy bối rối và bị hủy hoại nhất. Tôi đã thôi không phán xét bản thân mình và trong khoảnh khắc đó, tôi đã tìm thấy hy vọng ở Magdalene. Tôi mãi mãi biết ơn cô ấy.

## Quảng bá

### Đĩa đơn
Bài hát "Cellophane" được phát hành thành đĩa đơn mở đường cho album vào ngày 24 tháng 4 năm 2019. Ca khúc "Holy Terrain" hợp tác với rapper người Mỹ Future được phát hành thành đĩa đơn thứ hai vào ngày 9 tháng 9. Sau khi dời ngày phát hành album từ ngày 25 tháng 10 xuống ngày 8 tháng 11, Twigs phát hành đĩa đơn thứ ba "Home with You" vào ngày 7 tháng 10. Ca khúc "Sad Day" được phát hành thành đĩa đơn thứ tư vào ngày 4 tháng 11.

### Lưu diễn
Để phục vụ cho chuyến lưu diễn quảng bá album Magdalene, FKA Twigs đã học múa cột và môn võ wushu.

## Tiếp nhận phê bình
| Đánh giá chuyên môn | Đánh giá chuyên môn |
| Điểm trung bình     | Điểm trung bình     |
| Nguồn               | Đánh giá            |
| ------------------- | ------------------- |
| AnyDecentMusic?     | 8,5/10              |
| Metacritic          | 88/100              |
| Nguồn đánh giá      |                     |
| Nguồn               | Đánh giá            |
| AllMusic            | [ 11 ]              |
| The Daily Telegraph | [ 12 ]              |
| The Guardian        | [ 13 ]              |
| The Independent     | [ 14 ]              |
| NME                 | [ 15 ]              |
| The Observer        | [ 16 ]              |
| Pitchfork           | 9,4/10              |
| Q                   | [ 18 ]              |
| Rolling Stone       | [ 19 ]              |
| The Times           | [ 20 ]              |

Magdalene nhận được nhiều lời tán dương từ các nhà phê bình âm nhạc. Trên Metacritic, album nhận được điểm trung bình là 88 dựa trên 28 bài đánh giá, tương ứng với nhận xét "được tán dương rộng rãi". Dựa trên đánh giá về mức độ đồng thuận của các nhà phê bình, công cụ tính điểm trung bình AnyDecentMusic? chấm album đạt điểm 8,5 trên 10.
Heather Phares của AllMusic đưa ra một đánh giá tích cực về album và phát biểu rằng "[Với việc cùng lúc trở nên] tinh xảo và có tính tập trung hơn tất cả những tác phẩm trước đó [của Twigs], Magdalene là bằng chứng cho sức mạnh và kĩ năng cần thiết để làm ra một tác phẩm âm nhạc mang tính mỏng manh và hé lộ nhiều điều đến nhường này. Giống như cách cô ấy biểu diễn khi là một vũ công, Barnett nỗ lực vượt qua những đau đớn để theo đuổi cái đẹp và sự thật, và những bước nhảy của cô ấy thật nức lòng." Alexandra Pollard của The Independent nhận xét rằng "Tác phẩm tiếp nối album LP1 là tiếng nói của một người phụ nữ đang lảo đảo bên bờ vực của sự sụp đổ, [sau đó] lấy lại bình tĩnh, và rồi bùng nổ thành một con người đầy thách thức." Magdalene được tạp chí The Line of Best Fit trao danh hiệu "Album của tuần". Nhà phê bình Jack Bray của tạp chí này gọi đây là "tác phẩm tròn trịa và trưởng thành nhất của FKA Twigs tính đến thời điểm hiện tại". Ông cũng nhận xét rằng Barnett "hoàn toàn mở lòng để xem xét những cơn khủng hoảng tinh thần trong quá khứ. Đây là một sản phẩm hào phóng và đau khổ mà ở đó, chúng ta chứng khiến một người nghệ sĩ đang rất thoải mái và không hề che giấu bất cứ điều gì. [Cô ấy] hiểu và bộc lộ một âm thanh, [một] bản ngã tự nhiên và vang vọng hơn." Trong bài đánh giá đăng trên tạp chí NME, El Hunt phát biểu rằng "Tahliah Barnett đã phải khổ sở với những tờ báo lá cải và trải qua một quãng thời gian bệnh tật đầy khó khăn. Tất cả những điều này đã được khảo sát một cách tỉ mỉ trong album thứ hai của cô ấy [– một album] lớn lao và mang tính toàn cảnh." Neil McCormick của The Daily Telegraph bình luận rằng "Magdalene là một album khoa học viễn tưởng có tính khai sáng và kỳ lạ theo một cách rất đáng khen ngợi. [Album] là một bản tường thuật làm say mê [lòng người] về tình yêu, sự mất mát, sự đau khổ và hồi phục. Album này khiêu dâm và đầy những băn khoăn, cũng như gây ngạc nhiên và mang tính khai sáng [cho người nghe]. [Nó] triệu hồi linh hồn của những tài năng chuyên đả phá những tín ngưỡng lâu đời như David Bowie, Kate Bush và Björk [;] đồng thời khẳng định được cá tính độc đáo của riêng nó." Nhà phê bình Ryan B. Patrick của Exclaim! nhận định rằng "Ý định, cách thực hiện và sự biểu lộ [trong Magdalene] đều mang tính thuần khiết. Nhưng ở một mức độ nào đó, cảm giác đáng lo ngại lại hiện diện một cách áp đảo trong toàn bộ dự án này, cùng với cảm giác xa cách và vô cùng sợ hãi vì bị bỏ rơi – đây dường như cũng là nội dung chính của album. Tuy nhiên, song song với đó, cảm giác về sự nữ tính, bản năng sinh dục, sự tự do ý chí và sự xuất hiện của thuyết quyết định trong album lại thu hút chúng ta theo một cách rất ngược đời."
Josh Gray của Clash tỏ ra thích thú với album và viết rằng "Hầu như tất cả những ca khúc trong Magdalene được phát triển từ một đoạn nhạc piano đơn giản. [Chúng] liên tục làm nổi bật lên ấn tượng về một con người đang hồi phục trở lại một cách yếu ớt nhưng cũng rất quả quyết, sau khi [cô ấy] bị đánh bại trong vô vọng." Emily Mackay của The Observer chỉ ra rằng "Magdalene là một album trần trụi và chân thật về mặt cảm xúc hơn so với LP1 (2014); [và] dễ nhận thấy điều này nhất ở giọng hát của Twigs. Với sức mạnh của sự mềm mại, giọng cô ấy chuyển từ phô diễn những kỹ thuật phức tạp của nhạc kịch sang lối hát rắn chắc và cơ bắp hơn. [Twigs] cũng tỏ ra thẳng thắn trong album, [và] chúng ta thấy khỏe khoắn hơn vì điều đó." Pitchfork trao tặng Magdalene danh hiệu "Âm nhạc mới xuất sắc nhất". Julianne Escobedo Shepherd của trang này gọi đây là "album xuất sắc nhất của cô ấy tính đến nay" và đánh giá album "mang tính nội quan như bất cứ những gì [Twigs] đã sáng tác, nhưng lại đặt trọng tâm vào giọng hát của cô ấy một cách rõ ràng hơn, và biến nó thành phương tiện để biểu đạt những cảm xúc chân thật". Trong một đánh giá trái chiều hơn, Alexis Petridis của The Guardian nhận xét như sau: "Đôi lúc những kết quả [làm người ta phải] sững sỡ... Tuy nhiên, đôi lúc, những bài hát lại trở nên ngột ngạt một cách kỳ lạ."

### Danh hiệu
| Xuất bản phẩm        | Danh sách                                           | Vị trí | Ng.    |
| -------------------- | --------------------------------------------------- | ------ | ------ |
| Afisha Daily (Nga)   | Những album quốc tế xuất sắc nhất năm 2019          | 5      | [ 24 ] |
| AllMusic             | Những tác phẩm xuất sắc nhất năm 2019 theo AllMusic | —      | [ 25 ] |
| The A.V. Club        | 20 album xuất sắc nhất năm 2019                     | 1      | [ 26 ] |
| Billboard            | 50 album xuất sắc nhất năm 2019                     | 19     | [ 27 ] |
| Clash                | Những album của năm 2019 theo Clash                 | 1      | [ 28 ] |
| Complex              | Những album xuất sắc nhất năm 2019                  | 39     | [ 29 ] |
| Consequence of Sound | Top 50 album của năm 2019                           | 29     | [ 30 ] |
| Flood Magazine       | Những album xuất sắc nhất năm 2019                  | 3      | [ 31 ] |
| The Guardian         | 50 album xuất sắc nhất năm 2019                     | 7      | [ 32 ] |
| The Independent      | 50 album xuất sắc nhất năm 2019                     | 31     | [ 33 ] |
| The Line of Best Fit | Những album xuất sắc nhất năm 2019                  | 24     | [ 34 ] |
| NME                  | 50 album xuất sắc nhất năm 2019                     | 6      | [ 35 ] |
| Noisey               | 100 album xuất sắc nhất năm 2019                    | 26     | [ 36 ] |
| Now                  | 10 album xuất sắc nhất năm 2019                     | 1      | [ 37 ] |
| Paste                | 50 album xuất sắc nhất năm 2019                     | 5      | [ 38 ] |
| Pitchfork            | 50 album xuất sắc nhất năm 2019                     | 2      | [ 39 ] |
| Rolling Stone        | 50 album xuất sắc nhất năm 2019                     | 36     | [ 40 ] |
| Rough Trade          | Những album của năm 2019                            | 37     | [ 41 ] |
| Slant Magazine       | 25 album xuất sắc nhất năm 2019                     | 2      | [ 42 ] |
| Spectrum Culture     | Top 20 album của năm 2019                           | 4      | [ 43 ] |
| Spin                 | 10 album xuất sắc nhất năm 2019                     | 5      | [ 44 ] |
| Sputnikmusic         | Top 50 album của năm 2019                           | 18     | [ 45 ] |
| Stereogum            | Những album xuất sắc nhất năm 2019                  | 15     | [ 46 ] |
| Time                 | 10 album xuất sắc nhất năm 2019                     | 1      | [ 47 ] |
| Uproxx               | Những album xuất sắc nhất năm 2019                  | 36     | [ 48 ] |

## Danh sách bài hát
Thông tin về những người thực hiện được lấy từ ghi chú trên bìa album và từ tài khoản Instagram của FKA Twigs.
| STT              | Nhan đề                             | Sáng tác                                                                                 | Sản xuất                                                               | Thời lượng |
| ---------------- | ----------------------------------- | ---------------------------------------------------------------------------------------- | ---------------------------------------------------------------------- | ---------- |
| 1.               | "Thousand Eyes"                     | FKA Twigs Nicolas Jaar                                                                   | Jaar                                                                   | 5:00       |
| 2.               | "Home with You"                     | Twigs Ethan P. Flynn                                                                     | Twigs Jaar [a] [b] Noah Goldstein [b]                                  | 3:44       |
| 3.               | "Sad Day"                           | Twigs Lewis Roberts Benny Blanco Magnus Høiberg Jaar Skrillex Goldstein                  | Twigs Blanco Jaar Skrillex Koreless [a] Cashmere Cat [a] Goldstein [a] | 4:15       |
| 4.               | "Holy Terrain" (hợp tác với Future) | Twigs Nayvadius Wilburn Roberts Jack Antonoff Sounwave Skrillex Jason Boyd Petar Lyondev | Twigs Antonoff Skrillex Sounwave [a] Koreless [a] Kenny Beats [a]      | 4:03       |
| 5.               | "Mary Magdalene"                    | Twigs Blanco Jaar Høiberg                                                                | Twigs Blanco Jaar Koreless [a] Cashmere Cat [a] Goldstein [a]          | 5:21       |
| 6.               | "Fallen Alien"                      | Twigs Flynn Cy An Jaar Arthur Timothy Jones Milton Ray Biggham                           | Twigs Jaar                                                             | 3:58       |
| 7.               | "Mirrored Heart"                    | Twigs Flynn Cy An Roberts                                                                | Twigs Koreless                                                         | 4:32       |
| 8.               | "Daybed"                            | Twigs Daniel Lopatin                                                                     | Lopatin                                                                | 4:31       |
| 9.               | "Cellophane"                        | Twigs Jeff Kleinman Michael Uzowuru                                                      | Twigs Kleinman Uzowuru                                                 | 3:24       |
| Tổng thời lượng: | Tổng thời lượng:                    | Tổng thời lượng:                                                                         | Tổng thời lượng:                                                       | 38:48      |

| Bài hát thêm cho phiên bản phát hành tại Nhật Bản | Bài hát thêm cho phiên bản phát hành tại Nhật Bản         | Bài hát thêm cho phiên bản phát hành tại Nhật Bản |
| STT                                               | Nhan đề                                                   | Thời lượng                                        |
| ------------------------------------------------- | --------------------------------------------------------- | ------------------------------------------------- |
| 10.                                               | "Cellophane" (biểu diễn trực tiếp tại Wallace Collection) | 3:56                                              |
| Tổng thời lượng:                                  | Tổng thời lượng:                                          | 42:44                                             |

Ghi chú
- ^[a]  chỉ người sản xuất bổ sung
- ^[b]  chỉ người sản xuất giọng hát
- Toàn bộ tên các bài hát được viết cách điệu bằng chữ in hoa.

Các ca khúc lấy mẫu
- "Holy Terrain" sử dụng một đoạn nhạc mẫu từ ca khúc "Moma Hubava" (soạn nhạc bởi Petar Lyondev, trình bày bởi Le Mystère des Voix Bulgares, chỉ huy dàn nhạc bởi Giáo sư Dora Hristova và thu âm bởi KEXP).
- "Fallen Alien" sử dụng một đoạn nhạc mẫu từ ca khúc "Storm Clouds Rising" của Đội hát thờ quy mô lớn của Florida.

## Những người thực hiện
Thông tin được lấy từ ghi chú trên bìa album và từ tài khoản Instagram của FKA Twigs.
| Âm nhạc - FKA Twigs – hát, synthesizer Tempest (bài 1, 3), trống (bài 5, 7, 8), giọng hát qua synthesizer (bài 5), lập trình bổ sung (bài 8) - Ethan P. Flynn – piano (bài 2, 6), kèn clarinet (bài 2, 6), bàn phím (bài 2, 7) - Cy An – bàn phím (bài 2), lập trình (bài 2, 6), trống (bài 2, 6), ghi-ta (bài 6, 7), lặp lại âm thanh của nhạc cụ bộ gõ (bài 6) - Noah Goldstein – lập trình (bài 2), trống (bài 2, 3, 5) - Nicolas Jaar – lập trình (bài 2, 6, 9), synthesizer (bài 3), trống (bài 3, 5–7), piano (bài 5), nhạc cụ bộ gõ bổ sung (bài 9) - Koreless – synthesizer (bài 3, 7), đàn dây trên synthesizer (bài 3), bàn phím (bài 4), lập trình (bài 4), trống (bài 5) - Benny Blanco – synthesizer (bài 3), trống (bài 3, 5) - Hudson Mohawke – trống (bài 3) - Skrillex – trống (bài 3, 4), lập trình (bài 4) - Future – hát (bài 4) - Jack Antonoff – bàn phím (bài 4), trống (bài 4), lập trình (bài 4) - Sounwave – trống (bài 4), lập trình (bài 4) - Arca – xử lý giọng hát (bài 4), lập trình synthesizer (bài 4) - Andrés Osorio – ghi-ta (bài 5) - Rick Nowels – synthesizer (bài 7) - Motion Graphics – lập trình bổ sung (bài 8), lập trình nhạc cụ khí gỗ (bài 8), lấy mẫu (bài 8) - Alex Epton – trống (bài 8) - Jeff Kleinman – piano (bài 9), synthesizer (bài 9) - Michael Uzowuru – trống (bài 9), âm thanh của nhạc cụ bộ gõ bằng giọng hát (bài 9) - Rob Moose – đàn dây (bài 9) | Kỹ thuật - Michael Peterson – kỹ sư - Noah Goldstein – kỹ sư (bài 2, 3, 5, 9) - Lee Avant – kỹ sư - Dean Reid – kỹ sư - Rick Nowels – kỹ sư - Alex Epton – kỹ sư - John Foyle – kỹ sư, thu âm giọng hát (bài 8) - Laura Sisk – kỹ sư (bài 4) - Jon Sher – trợ lý kỹ sư (bài 4) - Tate McDowell – trợ lý kỹ sư (bài 4) - Chris Wang – trợ lý kỹ sư (bài 8) - Manny Marroquin – phối khí (bài 1–3, 5–9) - Nicolas Jaar – phối khí (bài 1) - Skrillex – phối khí (bài 4) - Chris Galland – kỹ sư phối khí (bài 1–3, 5–9) - Robin Florent – trợ lý phối khí (bài 1–3, 5–9) - Scott Desmarais – trợ lý phối khí (bài 1–3, 5–9) - Joe LaPorta – master Ảnh bìa - Matthew Stone – ảnh bìa - Matthew Josephs – chỉ đạo sáng tạo - Brodie Kaman – thiết kế bìa |

## Xếp hạng

### Xếp hạng tuần
| Bảng xếp hạng (2019)                          | Vị trí cao nhất |
| --------------------------------------------- | --------------- |
| Album Úc (ARIA)                               | 22              |
| Album Áo (Ö3 Austria)                         | 56              |
| Album Bỉ (Ultratop Vlaanderen)                | 23              |
| Album Bỉ (Ultratop Wallonie)                  | 76              |
| Album Canada (Billboard)                      | 57              |
| Album Hà Lan (Album Top 100)                  | 55              |
| Pháp (SNEP)                                   | 113             |
| Album Đức (Offizielle Top 100)                | 78              |
| Album Ireland (IRMA)                          | 39              |
| Ý (FIMI)                                      | 76              |
| Lithuania (AGATA)                             | 19              |
| New Zealand (RMNZ)                            | 27              |
| Album Bồ Đào Nha (AFP)                        | 8               |
| Album Scotland (OCC)                          | 28              |
| Album Thụy Sĩ (Schweizer Hitparade)           | 60              |
| Album Anh Quốc (OCC)                          | 21              |
| Album Hoa Kỳ Billboard 200                    | 54              |
| Album Hoa Kỳ Top Alternative (Billboard)      | 3               |
| Album Hoa Kỳ Top Dance/Electronic (Billboard) | 1               |

## Lịch sử phát hành
| Quốc gia       | Ngày phát hành      | Định dạng                       | Nhãn hiệu   | Ng.    |
| -------------- | ------------------- | ------------------------------- | ----------- | ------ |
| Nhiều quốc gia | 8 tháng 11 năm 2019 | CD tải kỹ thuật số LP streaming | Young Turks | [ 71 ] |